# Friedrich Egon von Fürstenberg
Friedrich Egon von Furstenberg (en tchèque : Bedřich z Fürstenberka, né le 8 octobre 1813 à Vienne, décédé le 19 août 1892 à Hukvaldy en Moravie) est archevêque d'Olomouc, et cardinal de l'Église catholique.

## Biographie
Friedrich Egon von Furstenberg est ordonné prêtre le 15 octobre 1836. Le 6 juin 1853, il est nommé archevêque d'Olomouc, et reçoit la confirmation pontificale le 27 juin suivant ; le sacre a lieu le 4 septembre. En 1879, Léon XIII l'élève au rang de cardinal-prêtre au titre de Saint-Chrysogone rattaché à l'église San Crisogono.
Durant le temps de ses fonctions, il fonde en 1854 le lycée archiépiscopal de Kromeriz. Quoique n’ayant jamais appris le tchèque il veille à ce que le tchèque et l’allemand aient des droits égaux dans son archidiocèse. De 1883 à 1892 la cathédrale d'Olomouc subit de vastes transformations dans le style néogothique, dues aux architectes Gustav Meretta et Richard Voelkel. Après sa mort, Friedrich Egon von Furstenberg y est enterré.

## Référence de traduction
- (de) Cet article est partiellement ou en totalité issu de l’article de Wikipédia en allemand intitulé « Friedrich Egon von Fürstenberg » (voir la liste des auteurs).